# 김해시 (선거구)
김해시는 대한민국의 옛 국회의원 선거구이다. 당시 경상남도 김해시 지역을 관할했다.

## 역사
1995년 5월, 김해시와 김해군이 통합되면서 통합 김해시가 출범했다. 이에 제15대 국회의원 선거를 앞두고 김해시·김해군 선거구가 김해시 선거구로 개편되었다.
제17대 국회의원 선거를 앞두고 김해시 갑, 을 선거구로 분구되면서 폐지되었다.

## 역대 국회의원
| 선거   | 정당 | 정당     | 의원   |
| ------ | ---- | -------- | ------ |
| 1996년 |      | 신한국당 | 김영일 |
| 2000년 |      | 한나라당 | 김영일 |

## 역대 선거 결과

### 대한민국 제15대 국회의원 선거
|  | 50.99% |

|  | 15.32% |

|  | 12.96% |

|  | 7.37% |

|  | 5.50% |

|  | 4.63% |

|  | 3.20% |

### 대한민국 제16대 국회의원 선거
|  | 66.74% |

|  | 12.15% |

|  | 9.50% |

|  | 6.89% |

|  | 4.70% |